# Iotaphora
Iotaphora is een geslacht van vlinders van de familie spanners (Geometridae), uit de onderfamilie Geometrinae.

## Soorten
- I. admirabilis Oberthür, 1883
- I. iridicolor Butler, 1880